# Safa Giray
Pel kan de Crimea del mateix nom vegeu Safa Giray de Crimea
Safa Giray fou kan de Kazan, nebot de Sahib I Giray, que fou posat al front del kanat per aquest el 1525 quan va fugir davant l'amenaça russa.
La població va jurar lleialtat al nou kan i amb contingents de txuvatxos i xeremissos es va preparar per a la resistència. Els russos van avançar pel Volga i van arribar a l'illa de Gostinoi el 7 de juliol de 1525 on van romandre 20 dies esperant a la cavalleria. Shah Ali mentre recomanava al jove kan de retornar a casa a Crimea. Uns russos mercenaris van cremar les muralles de fusta de Kazan, però els generals russos van estar lents i al no atacar immediatament van donar temps a la seva reconstrucció. El 28 de juliol els russos van establir el seu campament a Kazanka on van esperar una oportunitat durant 20 dies, però foren inquietats pels xeremisses i van devastar la rodalia del camp interceptant les comunicacions; Ivan Paletzki va anar amb vaixells a portar provisions però complida la tasca va retornar; un altre contingent amb la mateixa finalitat fou aniquilat pels xeremisses i de 500 només se'n van salvar 9. Paletzki va retornar però fou sorprès pels xeremisses que van tallar el riu amb obstacles i van haver d'abandonar 90 petits vaixells. Finalment Paletzki es va retirar i encara fou derrotat altre cop i pocs dels seus homes es van salvar. La cavalleria que anava al rescat va xocar amb tàtar i xeremisses al creuar el Viega, afluent del Volga, però els va derrotar i va poder reunir-se amb l'exèrcit principal. Amb aquest reforç els russos van assetjar Kazan (15 d'agost) i en les escaramusses els tàtars van portar la millor part; els russos van començar el bombardeig; els lituans i alemanys mercenaris volien assaltar però els generals eren massa prudents i esperaven reduir a la ciutat per gana o per cansament i van entrar en negociacions. Es va acordar una treva i els generals russos, convenientment subornats, i també per l'intent de deserció d'un savoià amb el seu canó (havia estat subornat i van suposar que altres també ho estaven i ferien el mateix), van aixecar el setge i es van retirar. Les malalties i algunes baixes al camps rus van deixar el contingent reduït a la meitat. Ivan Belski, el principal comandant va caure en desgràcia, però més tard fou perdonat i els enviats de Kazan van anar a Moscou a tractar de la pau.
L'illa de Gostnoi (illa dels Mercaders) era el principal centre de comerç entre Rússia i les terres de l'est en aquest temps. Basili va prohibir als mercaders russos anar a aquest lloc i especialment vendre sal, producte del qual els tàtars s'abastien dels comerciants russos. Va establir un nou mercat i fira a Makharief, al govern de Nijni Nóvgorod, un lloc estèril on abans hi havia un monestir fundat per Macari d'Unya, en temps de Basili II el Cec. El canvi va suposar també grans pèrdues pels mercaders russos i va causar escassedat d'articles que abans s'adquirien a Gostinoi importats per la mar Càspia de Pèrsia o Armènia fins a Astracan i d'allí pel Volga cap a Kazan.
Salomònia, l'esposa de Basili III de Moscou, amb la que es va casar quan tenia 25 anys en certa manera per imposició del seu pare Ivan III el Gran (que el va deixar triar entre 1500 dones russes) i era filla d'un obscur oficial de nom Yuri Saburof, descendent d'un emigrant tàtar de nom Munachet, no havia tingut fills i el gran príncep va decidir ingressar-la en un monestir a Suzdal. Encara que enclaustrada, als ull de l'església seguia sent la seva dona i va demanar ajut al metropolità Daniel. Basili III es va casar amb Elena, filla del refugiat Basili Glinski. Basili III va procedir a un canvi estètic per aparentar ser més jove i es va afaitar la barba. Va tractar d'anul·lar el matrimoni, cosa que el Papa li va oferir a canvi d'una croada contra els turcs i la unió de les esglésies, però Basili va donar llargues de manera cortesa. Mentre l'emperador Maximilià havia mort i l'havia succeït Carles V. L'ambaixador austríac fou el famós baró Herberstein, autor d'una descripció de Moscòvia. La treva amb Segimon de Polònia va seguir amb alguns incidents. Després de la campanya de 1525 els ambaixadors tàtars van arribar a Moscou i es va acordar la pau que va durar uns anys.
Safa Giray va jurar fidelitat a Rússia però ho va fer a contracor. Un dia va insultar l'enviat del gran príncep i aquest ho va agafar de pretext per reprendre la lluita la primavera del 1530 enviant un exèrcit a Kazan, com sempre amb una secció pel Volga, i una altra per terra manada per Ivan Belski, Miquel Glanski, i altres. Safa Giray va preparar la defensa i se li van unir 30.000 nogais que li va enviar el seu sobre Mamai, i també van arribar contingents xeremissos; es va construir una empallissada de fusta i una rasa a la plana d'Arsk, des de Bulak a Kazanka; en segona línia es va fer una muralla de pedra i terra; després d'almenys cinc atacs sense èxit la cavalleria russa va rebre el suport de la infanteria desembarcada dels vaixells. i va seguir una dura lluita però els tàtars van lluitar de manera valenta; el cansament els va poder a la nit i un sentinella es va adormir i els russos van poder cremar l'empallissada de fusta i la ciutat fou assaltada; entre el foc que es va estendre i els russos, uns 60.000 tàtars i nogais van morir entre el qual un famós guerrer de nom Atalik que havia mort molts russos. Safa Giray es va retirar a Arsk. Però llavors els russos van descuidar la vigilància i els xeremissos es van apoderar dels seus canons (uns seixanta-sis) i municions i van matar als prínceps Obolenski i Dorogobuiski i altres cpas i els russos van haver d'abandonar la ciutat on quedaven 12.000 defensors, i la van assetjar; el príncep Belski (nebot de Basili III per part de mare), potser subornat, va signar la pau; en tornar a Moscou el seu oncle, irritat, el va fer matar però es va salvar per precs del metropolità però fou empresonat si bé tres anys després ja torna a aparèixer al front d'un exèrcit rus.
Kazan va enviar (1531) als prínceps Tagai, Tevkel i Ibrahim per oferir la submissió més abjecte i demanar perdó i Basili III la va concedir a canvi de l'alliberament de tots els presoners russos i la restitució dels canons i municions; Safa Giray no obstant va refusar signar si el canó i els presoners fets pel príncep Belski, no eren retornats igualment. Basili III només va acceptar si el tron de Kazan era ocupar altre cop per Shah Ali, que fou acceptat pels delegats tàtars i van escriure demanant als notables de deposar Safa Giray. Quan aquest ho va saber va ordenar matar a tots els presoners russos; la seva dona fou enviada amb el seu par Mamai; en el tumult que va seguir la seva sortida alguns nogais i tàtars fidels de Safa Girai foren assassinats; un dels principals caps revolucionaris fou la princesa Gorkhanda, germana de Muhammad Amin.
Els mirzes, ughlans i notables revolucionaris volien que fos nomenat Jan Ali (que havia estat kan de Kassímov), germà de Shah Ali, ja que temien la venjança d'aquest, i finalment Basili III hi va accedir i Jan Ali va ocupar el càrrec (1532).
El setembre de 1535 Jan Ali era enderrocat i assassinat i els notables cridaren al tron a Safa Giray. Aquest hi va anar en poc temps i es va casar amb la vídua de Jan Ali, filla del príncep nogai Yusuf. Aquesta revolució no tenia el suport de tots els tàtars, i especialment si oposaven els partidaris de Rússia. Uns cinc-cents tàtars van anar a Moscou a demanar ajut al gran príncep per restaurar al tron a Shah Ali, que vivia desterrat a Bielozersk. Shah Ali fou cridat a Moscou on va tenir una recepció d'estat; anava acompanyat de la seva esposa Fàtima i va ser presentat al gran príncep (que tenia 6 anys) i la seva dona va dinar amb Elena la regent. La conspiració no va tenir èxit a l'interior del kanat i els russos van haver d'enviar forces: els prínceps Gundurof i Zamuizki foren enviats contra Kazan, però es van retirar a la vista dels tàtars mentre aquestos saquejaven l'óblast de Nijni Nóvgorod, i derrotaven al poble de Balakhna que els va fer front; finalment els generals russos van trobar als tàtars prop de Liskov però cap de les dues parts volia iniciar la lluita i al fer-se de nit els dos bàndols es van retirar sense combatre. Els dos generals russos foren destituïts i empresonats i es van nomenar uns altres generals que van derrotar a un cos de tàtars i xeremisses prop de Koriakof; els presoners foren enviats a Moscou i executats, però sobre el terreny no es va emprendre cap acció decisiva.
El tàtars van seguir fent atacs a la frontera russa. El general Zassekin va morir en lluita contra ells entre Galitch i Kostromà, i el gener de 1537, Safa Girai personalment es va acostar a Múrom i va cremar la rodalia, però es va retirar a l'arribada de forces russes. Safa Giray tenia el suport del seu oncle Sahib I Girai, ara kan de Crimea, que el 1538 va amenaçar als russos amb la seva venjança si seguien la guerra. Finalment Safa Giray es va reconèixer com a vassall rus i es va ajustar la pau (1538).
El desembre de 1540 Safa Girai apareix altre cop combatent a la frontera russa, instigat segons sembla pel seu oncle Sahib I Geray; el seu exèrcit el formaven el tàtars de Kazan, nogais i contingents de Crimea. Múrom fou atacada però la guarnició la va defensar amb èxit; el príncep Demetri Belzki fou enviat des de Vladímir en ajut de la ciutat i se li va unir Shah Ali amb els tàtars de Kassímov que va atacar als nogais que havien saquejat la rodalia de Meshchera i va fer uns quants presoners, que foren enviats a Moscou. Safa Girai es va retirar a l'arribada dels reforços russos. El fracàs va causar malestar a Kazan, on els notables dirigits pel príncep Pulad van començar a mantenir contactes amb Rússia i van prometre rebel·lar-se però van demanar un exèrcit rus per ajudar-los; es queixaven de les exaccions del kan el qual a més havia enviat el botí a Crimea. Els russos van rebre la petició amb satisfacció però la van posposar fins a estar l'afer millor preparat i el 1542 Pulad s'havia reconciliat amb Safa Giray i aquest va fer propostes als russos per una pau més duradora que després de llargues negociacions no es va acabar de concretar.
Els russos el 1546 van decidir passar a l'acció i van enviar dos exèrcits, un des de Viatka i un altre des de Moscou, que ràpidament es van presentar davant Kazan i van cremar la rodalia; molts tàtars van morir allí mateix i a la riba del Sviaga, i alguns foren fets presoners; els russos es van retirar sense baixes. El kan estava convençut que aquest atac s'havia fet a petició dels notables i en va fer executar a alguns i altres els va desterrar; en aquest mateix any Mamai Sayyid, un príncep d'Astracan va atacar Kazan; el kan va esdevenir impopular i els notables van cridar en ajut als russos als que van prometre que entregarien al kan i a 30 dels principals caps que li donaven suport, però Safa Giray havia de quedar empresonat. La revolta va esclatar a Kazan poc després i Safa Giray va fugir però els seus principals partidaris van morir a mans dels rebels. Shah Ali fou posat al tron (1546).
El govern de Sha Ali no va durar; aban d'un mes un partit que se li oposava havia pres el poder encara que fou mantingut al tron quasi com un presoner; Safa Giray s'havia retirat amb el seu sogre Yusuf Nogai; els nogais el volien matar però va aconseguir convèncer-los i va oferir a Yusuf la ciutat d'Arsk i el districte dels xeremisses i altres recompenses; Yusuf va acceptar donar-li un exèrcit però de fet esperaven el moment oportú per matar-lo, ja que eren més fidels a la casa d'Astracan o a la de Kassímov, i planejaven de fet mantenir al tron a Shah Ali al qual casarien amb la filla de Yusuf; però al cap d'un mes Shah Ali va fugir de Kazan i els prínceps, ughlans i altres notables van cridar altre cop al tron a Safa Giray; aquest amb el seu exèrcit nogai va entrar a Kazan i va recuperar el poder (1546); després els nogais van retornar a les seves terres doncs els plans que s'havien fet ara ja no tenien sentit.
Safa Girai va governar amb punt de ferro. Seixanta-sis mirzas i prínceps fidels a Shah Ali, van fugir i es van refugiar a Rússia; els xeremisses van informar al gran príncep que estaven llestos per ajudar els russos en un atac; però era hivern i les mesures es van posposar; només un petit cos d'exèrcit manat pel príncep Alexander Gorbaty fou enviat a reunir-se amb els xeremisses i va devastar algunes zones del kanat.
El desembre de 1547 el russos van fer una nova campanya a Kazan dirigida pel gran príncep en persona. Ivan va ordenar una trobada a Vladímir mentre Shah Ali apareixia a la boca del Zywili amb els seus tàtars. L'exèrcit s'havia preparat per una campanya d'hivern, però en lloc de neu hi va haver pluges torrencials i l'artilleria no podia avançar; el 2 de febrer el tsar, que havia passat la nit a Ehia, a uns 15 km de Nijni Nóvgorod, va arribar a l'illa de Robotka; en travessar el riu gelat, es va enfonsar i l'aigua va engolir l'artilleria i molts soldats; després d'esperar tres dies que vingués un fred suficient, Ivan va decidir finalment retornar a Moscou i va ordenar a Demetri Belski avançar cap a Kazan. El contingent de Shah Ali se li va reunir. Safa Giray els esperava a la plana d'Arsk però fou derrotat per l'avantguarda russa del príncep Mikulinski quan van arribar i es va refugiar a la ciutat; en revenja per la derrota grups de tàtars van devastar les poblacions de la comarca de Golitz, però foren interceptats per Yakoflef, voivoda de Kostromà, i destruïts i el cap tàtar va morir en un combat a la riba del Egofka. Però després d'una setmana davant la ciutat de Kazan, els russos es van retirar.
Safa Girai no va viure gaire temps més; el març de 1549 va morir a causa d'un cop que es va donar al caure quan anava borratxo. Un fill de nom Utamish Khan fou posat al tron pels notables.
| Precedit per: Sahib I Giray | Kan de Kazan 1525–1532 | Succeït per: Jan Ali      |
| Precedit per: Jan Ali       | Kan de Kazan 1535–1546 | Succeït per: Shah Ali     |
| Precedit per: Shah Ali      | Kan de Kazan 1546–1549 | Succeït per: Utamish Khan |